# Papiro 33
El Papiro 33 (en la numeración Gregory-Aland), designado por el símbolo 𝔓33, es una copia del Nuevo Testamento en griego. Se trata de un papiro manuscrito de los Hechos de los Apóstoles, sólo contiene Hechos 7:6-10.13-18; 15:21-24.26-32. El manuscrito paleográficamente ha sido asignado al siglo VI. 𝔓58 formaba parte del mismo códice al que pertenecía 𝔓33.
El texto griego de este códice es un representante del tipo textual alejandrino. Aland lo situó en Categoría II.
Actualmente se encuentra en la Biblioteca Nacional de Austria (Pap. G. 17973, 26133, 35831, 39783) en Viena.